# Cubiculum

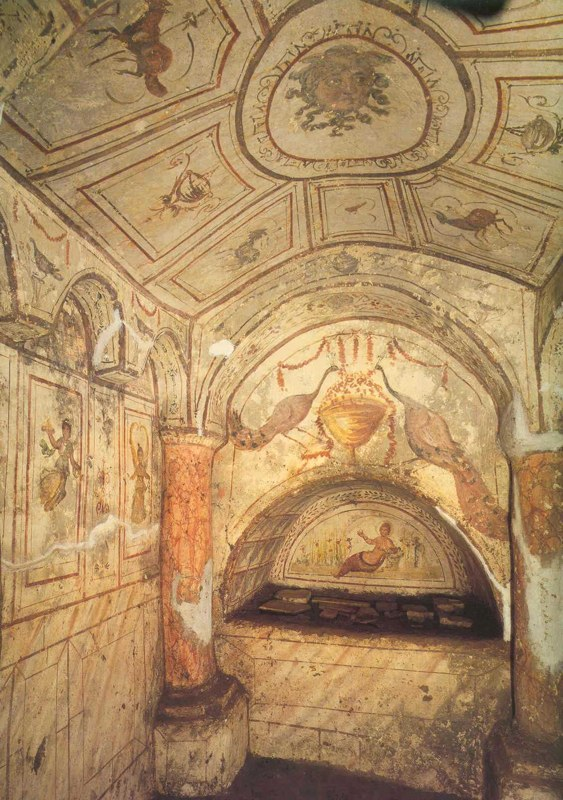
Cubiculum de Tellus, hipogeu de la Via Dino Compagni, a Roma

El cubiculum és un terme que prové de la mateixa paraula llatina i que deriva del verb cubare, "jeure, estar distès".
El cubiculum és, en la domus romana, un petit dormitori, generalment adjacent a d'altres similars, i ubicats al voltant de l'atri. Estava atès per un cubiculari. Una aplicació específica d'aquest terme és la cambra imperial del Gran Palau de Constantinoble on l'accés estava restringit als eunucs durant l'Imperi Romà d'Orient.

Per extensió, també s'aplica a les cambres funeràries de les catacumbes romanes, especialment quan és reservada per a una família.